# 38 (getal)
38 is het natuurlijke getal volgend op 37 en voorafgaand aan 39.

## In de wiskunde
38! - 1 is 523022617466601111760007224100074291199999999, wat een faculteitspriemgetal is.
Er zijn geen oplossingen voor Eulers totiëntvergelijking φ(x) = 38, waarmee 38 een niettotiënt is.
38 is de som van de kwadraten van de eerste drie priemgetallen.
37 en 38 is het eerste paar van opeenvolgende positieve natuurlijke getallen die niet deelbaar zijn door een van hun cijfers.

## In natuurwetenschap
38 is
- Het atoomnummer van het scheikundig element strontium (Sr).

## In het Nederlands
Achtendertig is een hoofdtelwoord.

## Overig
Achtendertig is ook:
- Het jaar A.D. 38 of 1938.
- Wet C-38 zou het homohuwelijk in Canada kunnen legaliseren.